# Tom Finney
Thomas "Tom" Finney (Preston, 5 de abril de 1922 - Ibídem, 14 de febrero de 2014) fue un jugador de fútbol británico que jugaba en la demarcación de delantero.
Finney fue el dirigente del Kendal Town FC hasta su muerte. Por su trabajo de caridad, fue nombrado Oficial del Orden del Imperio Británico (OBE) en 1961, Comandante del Orden del Imperio Británico (CBE) en 1992, y nombrado caballero en 1998.

## Trayectoria
Hizo su debut en 1946 con el Preston North End FC a los 22 años de edad. Cinco años después de su debut ganó la Football League One. También fue votado como el futbolista del año en Inglaterra en 1954 y en 1957, convirtiéndose en el primer jugador en ganar el premio más de una vez. Jugó en el club un total de 569 partidos, en los que marcó 187 goles, siendo hasta la fecha el máximo goleador del club en toda su historia. Tras catorce temporadas en el club, se retiró como futbolista, volviendo en 1963 para jugar un partido con el Lisburn Distillery FC en 1963 contra el SL Benfica en la Liga de Campeones de la UEFA. Poco tiempo después tras su retiro definitivo, el Kendal Town FC le ofreció el cargo de dirigente del club, el cual Finney aceptó y mantuvo hasta que falleció.

## Selección nacional
28 días después de su debut en liga con el Preston North End FC, a los 24 años de edad, Finney hizo su debut con la selección de fútbol de Inglaterra contra Irlanda del Norte en Belfast, marcando un gol en la victoria de Inglaterra por 7-2. Fue internacional un total de 76 veces, marcando además 30 goles durante su estancia de 13 años en la selección. En junio de 1958, marcó su gol número 29 con la selección contra la selección de fútbol de la Unión Soviética convirtiéndose en aquel momento en el máximo goleador de la historia de la selección, compartiendo el récord con Vivian Woodward y Nat Lofthouse. En octubre del mismo año hizo su gol número 30 contra Irlanda del Norte, convirtiéndose entonces en el máximo goleador en solitario. Dos semanas después, Lofthouse igualó su marca. Ambos fueron sobrepasados por Bobby Charlton en octubre de 1963. El último partido de Finney con la selección fue en octubre de 1958, en un partido que acabó en derrota por 1–0 contra la Unión Soviética en la Copa Mundial de Fútbol de 1958.

## The Splash
El 31 de julio de 2004, Finney dio a conocer la escultura característica del agua "The Splash", hecha por el escultor Peter Hodgkinson, situada al lado del The National Football Museum. El escultor se inspiró en una fotografía de 1956 donde se ve a Finney ganando la posición a dos defensas en el anegado Stamford Bridge.

## Clubes
| Club                  | País              | Año         | Partidos | Goles |
| --------------------- | ----------------- | ----------- | -------- | ----- |
| Preston North End FC  | Inglaterra        | 1946 - 1960 | 569      | 187   |
| Lisburn Distillery FC | Irlanda del Norte | 1963        | 1        | 0     |

## Palmarés

### Campeonatos nacionales
| Título              | Club                 | País       | Año  |
| ------------------- | -------------------- | ---------- | ---- |
| Football League One | Preston North End FC | Inglaterra | 1951 |

### Campeonatos internacionales
| Título                    | Club                              | País       | Año  |
| ------------------------- | --------------------------------- | ---------- | ---- |
| British Home Championship | Selección de fútbol de Inglaterra | Inglaterra | 1947 |
| British Home Championship | Selección de fútbol de Inglaterra | Inglaterra | 1948 |
| British Home Championship | Selección de fútbol de Inglaterra | Inglaterra | 1950 |
| British Home Championship | Selección de fútbol de Inglaterra | Inglaterra | 1953 |
| British Home Championship | Selección de fútbol de Inglaterra | Inglaterra | 1954 |
| British Home Championship | Selección de fútbol de Inglaterra | Inglaterra | 1956 |
| British Home Championship | Selección de fútbol de Inglaterra | Inglaterra | 1957 |
| British Home Championship | Selección de fútbol de Inglaterra | Inglaterra | 1958 |

### Distinciones individuales
| Título                                                  | Club                 | País       | Año       |
| ------------------------------------------------------- | -------------------- | ---------- | --------- |
| Máximo goleador de la historia del Preston North End FC | Preston North End FC | Inglaterra | 1946-1960 |